# Lista de episódios de Black Mirror
A seguir se apresenta a lista dos episódios de Black Mirror, uma série de televisão antológica na qual apresenta ficção especulativa com temas sombrios e, às vezes, satíricos, que examinam a sociedade contemporânea, especialmente no que diz respeito às consequências imprevistas das novas tecnologias. Black Mirror é uma série de ficção científica, sátira e drama psicológico que teve suas duas primeiras temporadas transmitidas no canal de televisão Channel 4, no Reino Unido. A partir da terceira temporada, a série passou a ser transmitida pela Netflix. A série é desenvolvida por Charlie Brooker. Segundo ele, com referência ao conteúdo e à estrutura da série, "cada episódio tem um elenco diferente, um cenário diferente, até mesmo uma realidade diferente, mas todos tratam da forma como vivemos agora — e da forma como podemos estar vivendo daqui a 10 minutos, se formos desastrados".

## Resumo
| Temporada | Temporada        | Episódios        | Episódios        | Originalmente lançado   | Originalmente lançado   | Originalmente lançado |
| Temporada | Temporada        | Episódios        | Episódios        | Estreia da temporada    | Final da temporada      | Emissora              |
| --------- | ---------------- | ---------------- | ---------------- | ----------------------- | ----------------------- | --------------------- |
|           | 1                | 3                | 3                | 4 de dezembro de 2011   | 18 de dezembro de 2011  | Channel 4             |
|           | 2                | 3                | 3                | 11 de fevereiro de 2013 | 25 de fevereiro de 2013 | Channel 4             |
|           | Especial         | Especial         | Especial         | 16 de dezembro de 2014  | 16 de dezembro de 2014  | Channel 4             |
|           | 3                | 6                | 6                | 21 de outubro de 2016   | 21 de outubro de 2016   | Netflix               |
|           | 4                | 6                | 6                | 29 de dezembro de 2017  | 29 de dezembro de 2017  | Netflix               |
|           | Filme interativo | Filme interativo | Filme interativo | 28 de dezembro de 2018  | 28 de dezembro de 2018  | Netflix               |
|           | 5                | 3                | 3                | 5 de junho de 2019      | 5 de junho de 2019      | Netflix               |
|           | 6                | 5                | 5                | 15 de junho de 2023     | 15 de junho de 2023     | Netflix               |
|           | 7                | 6                | 6                | 10 de abril de 2025     | 10 de abril de 2025     | Netflix               |

## Episódios

### 1ª temporada (2011)
| N.º na série | N.º na temp. | Título                                                      | Dirigido por  | Escrito por                 | Exibição original      | Audiência (milhões) |
| --- | ------------ | ----------------------------------------------------------- | ------------- | --------------------------- | ---------------------- | ------------------- |
| 1 | 1            | "The National Anthem" "(Hino Nacional)" (BR)                | Otto Bathurst | Charlie Brooker             | 4 de dezembro de 2011  | 2.07                |
| A princesa Susannah, membro da família real britânica, é sequestrada. Para recuperar a princesa, o sequestrador exige que o primeiro-ministro do país, Michael Callow, tenha relações sexuais com um porco na televisão ao vivo, caso contrário, ele a matará. Callow se recusa a ser chantageado, mas a opinião pública está gradualmente se voltando contra ele. As forças de segurança tentam localizar o sequestrador, mas todos os esforços falham. Sob pressão, Callow finalmente concorda em cumprir a demanda. O povo britânico se reúne em lugares públicos e assiste a transmissão chocante, sem ninguém perceber que o sequestrador já soltou a princesa, trinta minutos antes do início do ato sexual de Callow. O sequestrador comete suicídio ao se enforcar e, mais tarde, é revelado ser um artista, que planejou o desastre para fazer uma declaração sobre a obsessão das pessoas com a mídia. Um ano depois, as estimativas de aprovação de Callow se recuperaram completamente, mas seu relacionamento com sua esposa sofreu um golpe pesado. Elenco: Rory Kinnear e Lindsay Duncan. |              |                                                             |               |                             |                        |                     |
| 2 | 2            | "Fifteen Million Merits" "(Quinze Milhões de Méritos)" (BR) | Euros Lyn     | Charlie Brooker & Kanak Huq | 11 de dezembro de 2011 | 1.52                |
| Bing se sente preso vivendo em um espaço fechado e automatizado, como membro de uma sociedade que pedala bicicletas imóveis geradoras de energia em troca de "méritos", uma forma de moeda que eles podem usar para comprar coisas que precisam. Um dia, ele ouve uma menina chamada Abi cantando no banheiro e se apaixona por ela. Ele decide lhe dar seus quinze milhões de méritos, que ela pode usar para comprar um ingresso para um show de talentos. Abi aceita e entra no concurso, onde recebe uma bebida psicotrópica para beber antes de entrar no palco. Os juízes ficam impressionados com seu canto, mas sugerem que ela é mais adequada para a pornografia. Abi aceita a oferta, não pensando com clareza. Bing volta para as bicicletas imóveis, determinado a recuperar os méritos que precisa para que ele mesmo possa entrar no concurso, e finalmente consegue comprar um novo ingresso. Quando entra no palco, ele aproveita a oportunidade para expressar sua indignação e ameaça se suicidar, enquanto outros membros assistem na audiência. Quando ele termina de falar, os juízes lhe oferecem um programa semanal, onde ele terá a oportunidade de reclamar do sistema. Bing aceita a oferta. Elenco: Daniel Kaluuya, Jessica Brown Findlay e Rupert Everett. |              |                                                             |               |                             |                        |                     |
| 3 | 3            | "The Entire History of You" "(Toda a Sua História)" (BR)    | Brian Welsh   | Jesse Armstrong             | 18 de dezembro de 2011 | 0.87                |
| As pessoas implantaram um "chip" atrás da orelha, que lhes permite gravar tudo o que veem e ouvem. Usando um controle remoto, os usuários podem executar uma "redemonstração", reproduzindo suas memórias diretamente nos olhos ou em um monitor de vídeo. Em um jantar, Liam desconfia do comportamento de sua esposa, Ffion, em relação a um homem chamado Jonas. Ao voltar para casa, Ffion admite que já esteve em um relacionamento com ele. Na manhã seguinte, Liam se dirige embriagadamente até a casa de Jonas e o obriga a apagar todas as memórias das relações sexuais que teve com Ffion. Nas memórias que aparecem no monitor, Liam percebe uma memória da época em que ele e Ffion já estavam em um relacionamento. Liam, com medo de que ele não seja o pai biológico de seu filho, volta para casa e exige que Ffion lhe mostre a redemonstração desse encontro sexual específico, a fim de provar que eles usaram preservativo. A redemonstração verifica que os dois fizeram sexo sem proteção. Um tempo depois, estando sozinho em sua casa, Liam vai até o banheiro e usa uma lâmina de barbear para tirar o chip detrás de sua orelha. Elenco: Toby Kebbell e Jodie Whittaker.                                                                                     |              |                                                             |               |                             |                        |                     |

### 2ª temporada (2013)
| N.º na série | N.º na temp. | Título                                    | Dirigido por  | Escrito por     | Exibição original       | Audiência (milhões) |
| --- | ------------ | ----------------------------------------- | ------------- | --------------- | ----------------------- | ------------------- |
| 4 | 1            | "Be Right Back" "(Volto Já)" (BR)         | Owen Harris   | Charlie Brooker | 11 de fevereiro de 2013 | 2.01                |
| Ash mora com sua namorada Martha, e passa muito tempo nas redes sociais, até que um dia ele morre em um acidente de trânsito. Alguns dias depois, Martha descobre que está grávida e decide usar uma nova tecnologia capaz de simular a voz e a personalidade de Ash no celular, com base em seu perfil nas redes sociais e outros materiais audiovisuais. Este serviço a ajuda a superar seu desespero, até que um dia ela acidentalmente deixa seu celular cair no chão e entra em pânico. O Ash artificial lhe conta sobre o estágio experimental do serviço, no qual ela concorda em fazer com que a réplica seja transferida para um corpo sintético, quase idêntico a Ash. No entanto, Martha percebe que o andróide não consegue replicar os pequenos detalhes do comportamento de seu amado e começa a se distanciar dele. Então, Martha leva o Ash artificial até um penhasco e o manda pular. Quando ele começa a seguir a ordem, Martha expressa sua frustração de que Ash não teria simplesmente a obedecido. Como resposta, o andróide começa a implorar por sua vida. Não conseguindo se livrar dele, ela acaba deixando o andróide guardado no sótão, onde alguns anos depois, sua filha o visita todos os fins de semana. Elenco: Hayley Atwell e Domhnall Gleeson. |              |                                           |               |                 |                         |                     |
| 5 | 2            | "White Bear" "(Urso Branco)" (BR)         | Carl Tibbetts | Charlie Brooker | 18 de fevereiro de 2013 | 1.69                |
| Uma mulher acorda em uma casa com amnésia. Ela percebe que as pessoas na rua a filmam com seus celulares, mas quando fala com eles, eles a ignoram. Quando um homem mascarado atira contra ela com uma espingarda, ela foge e encontra Jem, outra mulher fugindo dos "caçadores". Jem explica que as pessoas que estão a filmando foram afetadas por um sinal que apareceu nas telas de seus celulares, enquanto os caçadores são pessoas não afetadas, que agem de maneira sádica. A mulher segue Jem em seu plano para chegar ao transmissor e destruí-lo. Elas finalmente chegam às instalações, onde mais dois caçadores as atacam. A mulher consegue pegar uma espingarda, mas quando puxa o gatilho, a arma solta apenas confetes, revelando que tudo é uma encenação. A mulher descobre que seu nome é Victoria Skillane e que foi considerada culpada por seu papel no assassinato brutal de uma menina. Ela foi condenada a sofrer essa tortura psicológica diariamente no "Parque White Bear", onde os visitantes podem filmar seu sofrimento diário. Victoria é devolvida para a casa onde acordou e tem suas memórias dos eventos do dia limpas, em um procedimento extremamente doloroso. Elenco: Lenora Crichlow e Michael Smiley.                                    |              |                                           |               |                 |                         |                     |
| 6 | 3            | "The Waldo Moment" "(Momento Waldo)" (BR) | Bryn Higgins  | Charlie Brooker | 25 de fevereiro de 2013 | 1.28                |
| Jamie Salter é um comediante que controla um urso animado mal-educado chamado Waldo em um programa de televisão. O personagem se torna popular entre o público britânico e um episódio piloto de uma série é encomendado. Relutantemente, Jamie concorda em fazer com que Waldo entre em uma eleição próxima de acontecer para promover o piloto, sem ter interesse em política. Waldo é projetado em uma tela no lado de uma van e alveja o candidato conservador Liam Monroe, perseguindo-o durante sua campanha. Jamie dorme com a candidata trabalhista Gwendolyn Harris, por quem ele começa a se apaixonar. Quando Gwendolyn segue o conselho do gerente da campanha e se distancia de Jamie, ele a expõe publicamente como uma política de carreira. Waldo ganha mais apoio do público, atraindo o interesse americano pela marca global, mas Jamie rejeita a ideia. No último dia da campanha, Jamie pede para o público não votar no Waldo. Monroe vence as eleições, com Waldo ficando em segundo lugar, e Gwendolyn em terceiro lugar. No futuro, Jamie acorda como um sem-teto em um estado policial distópico, com o rosto do Waldo aparecendo em todas as telas na rua. Elenco: Daniel Rigby, Chloe Pirrie e Jason Flemyng.                                           |              |                                           |               |                 |                         |                     |

### Especial (2014)
| N.º na série | Título                           | Dirigido por  | Escrito por     | Exibição original      | Audiência (milhões) |
| --- | -------------------------------- | ------------- | --------------- | ---------------------- | ------------------- |
| 7 | "White Christmas" "(Natal)" (BR) | Carl Tibbetts | Charlie Brooker | 16 de dezembro de 2014 | 1.66                |
| No dia de natal, Matt e Joe começam a conversar sobre seus respectivos passados pela primeira vez, depois de cinco anos situados juntos em uma cabana remota. Matt costumava ajudar homens solteiros a seduzir mulheres. Seus clientes tinham implantes óticos, que lhe permitiam ver seus olhos e lhes dar conselhos em tempo real usando uma tecnologia chamada "Eye-Link". No entanto, sua profissão principal era subjugar cópias artificiais da consciência dos clientes, armazenadas em pequenos chips chamados de "cookies", em assistentes pessoais obedientes encarregados de gerenciar casas inteligentes. Joe revela que depois de uma discussão doméstica, sua namorada grávida, Beth, o "bloqueou", usando uma tecnologia que os transformou em borrões de pixel incompreensíveis um para o outro. O bloqueio durou anos, impedindo-o de falar com Beth ou com a criança, até Beth morrer em um acidente. Joe encontrou a criança na cabana do pai de Beth, mas o homem lhe disse que a menina não era sua filha. Enfurecido, Joe bateu em sua cabeça com um objeto e foi embora. Depois que Joe diz para Matt que a menina também morreu em uma nevasca, tentando encontrar ajuda para seu avô, é revelado que tudo está acontecendo dentro do cookie de Joe, onde Matt estava tentando arrancar a confissão de Joe, em troca de sua própria libertação da prisão. Devido ao seu voyeurismo relacionado ao Eye-Link, Matt é registrado como um agressor sexual, fazendo com que ele seja bloqueado universalmente após ser libertado. A consciência artificial de Joe permanece presa na cabana, tendo uma percepção de tempo alterada para 1.000 anos por minuto. Elenco: Jon Hamm, Rafe Spall, Oona Chaplin e Natalia Tena. |                                  |               |                 |                        |                     |

### 3ª temporada (2016)
| N.º na série | N.º na temp. | Título                                            | Dirigido por     | Escrito por                                                                | Lançamento            |
| --- | ------------ | ------------------------------------------------- | ---------------- | -------------------------------------------------------------------------- | --------------------- |
| 8 | 1            | "Nosedive" "(Queda Livre)" (BR)                   | Joe Wright       | História por : Charlie Brooker Roteiro por : Rashida Jones & Michael Schur | 21 de outubro de 2016 |
| Usando implantes oculares e dispositivos móveis, as pessoas classificam suas interações realizadas online e pessoalmente em uma escala de cinco estrelas. Este sistema cultiva relações falsas, pois a classificação de uma pessoa afeta significativamente seu status socioeconômico. Lacie é uma jovem atualmente avaliada com 4.2 e entusiasmada para adquirir auto-aperfeiçoamento, na esperança de alcançar uma avaliação de 4.5 para se qualificar no desconto de um apartamento de luxo. Lacie tenta ganhar a admiração de pessoas altamente avaliadas, pois elas têm maiores impactos nas pontuações, e vê uma ótima chance de alcançar seu objetivo, quando uma amiga de escola, Naomi, pede para ela ser dama de honra em seu casamento, com muitos convidados altamente avaliados. Após uma série de contratempos no caminho do casamento que fazem suas avaliações caírem, Naomi liga para Lacie e diz que ela não precisa mais ir. Irritada, Lacie consegue chegar ao jantar de comemoração; ela pega o microfone e começa a dar o discurso que escreveu. Os convidados a avaliam negativamente, fazendo com que sua avaliação caia para zero. Ela fica perigosamente perturbada e os seguranças a tiram do local. Ela é colocada em uma cela e a tecnologia que suporta o sistema de avaliação é removida de seus olhos. Sentindo-se em liberdade, ela discute com um homem, sem se preocupar em ser avaliada. Elenco: Bryce Dallas Howard, Alice Eve, Cherry Jones, James Norton e Alan Ritchson. |              |                                                   |                  |                                                                            |                       |
| 9 | 2            | "Playtest" "(Versão de Testes)" (BR)              | Dan Trachtenberg | Charlie Brooker                                                            | 21 de outubro de 2016 |
| Cooper sai de sua casa na América para viajar pelo mundo, mas acaba ficando preso na Inglaterra depois de um erro bancário. Ele evita ligar para sua mãe para pedir ajuda, pois não conseguiu se conectar com ela após a morte de seu pai devido à doença de Alzheimer de início precoce. Ao ficar na casa de uma garota com quem dormiu na noite anterior, Cooper se oferece para participar do teste de um videogame de realidade aumentada. Um dispositivo com a capacidade de capturar imagens e sons reais em sua percepção é implantado na parte de trás de seu pescoço, mas uma ligação de sua mãe causa uma interferência durante o processo de inicialização. Depois que o dispositivo detecta seu cérebro para obter informações de coisas que o assustam, Cooper fica sozinho em uma mansão assustadora, onde passa por alguns sustos. No entanto, depois que inesperadamente sofre dores mentais e físicas, o teste é encerrado. Cooper volta para casa e para sua mãe, que não o reconhece, e percebe que ela foi afetada pela doença de Alzheimer, assim como seu pai. Neste ponto, é revelado que todos os eventos subsequentes à interferência do sinal estavam acontecendo na cabeça de Cooper. A interferência fez com que suas sinapses cerebrais acendessem todas de uma vez, resultando em sua morte pouco depois. Elenco: Wyatt Russell, Hannah John-Kamen, Wunmi Mosaku e Ken Yamamura.                                                                                                   |              |                                                   |                  |                                                                            |                       |
| 10 | 3            | "Shut Up and Dance" "(Manda Quem Pode)" (BR)      | James Watkins    | Charlie Brooker & William Bridges                                          | 21 de outubro de 2016 |
| Kenny, um garoto de dezenove anos de idade, baixa um programa anti-malware para consertar seu computador infectado. Sem que ele saiba, o programa ativa a câmera de seu computador, que o grava se masturbando ao assistir pornografia na internet. Hackers ameaçam enviar um vídeo de seu ato para toda a sua lista de contatos, a menos que ele siga suas instruções. Outra vítima dos hackers dá para Kenny uma caixa contendo um bolo, o que ele tem que entregar para Hector, um homem que está sendo chantageado por infidelidade. Kenny e Hector entram em um carro atribuído para eles e dirigem até um banco, o qual eles devem assaltar usando uma arma escondida dentro do bolo. Kenny assalta o banco e eles dirigem até o ponto de entrega em uma floresta nas proximidades. Sozinho, Kenny carrega o dinheiro, enquanto Hector vai embora para destruir o carro. Na floresta, Kenny encontra outro homem, que está sendo chantageado por assistir pornografia infantil. O homem explica para Kenny que os dois devem lutar até a morte, e o ataca. Kenny consegue matar o homem, mas os hackers vazam todo o conteúdo da chantagem de suas vítimas mesmo assim. Kenny recebe uma ligação de sua mãe, que está chorando, onde é revelado que ele também estava se masturbando com pornografia infantil. A polícia chega à sua localização e o prende. Elenco: Alex Lawther e Jerome Flynn. |              |                                                   |                  |                                                                            |                       |
| 11 | 4            | "San Junipero" "(San Junipero)" (BR)              | Owen Harris      | Charlie Brooker                                                            | 21 de outubro de 2016 |
| Em 1987, Yorkie, uma garota tímida, vai à um bar em uma cidade balnear chamada San Junipero, onde conhece a extrovertida Kelly. As duas jovens se atraem uma pela outra e dormem juntas. Depois disso, Yorkie não consegue encontrar Kelly novamente, até que um homem sugere procurá-la em uma época diferente. Yorkie vai para 1980, 1996, e finalmente consegue encontrar Kelly em 2002. Kelly explica que está morrendo e que não estava procurando por um relacionamento. É revelado que San Junipero é um mundo virtual que se passa em diferentes períodos de tempo, onde pessoas mortas podem transferir suas consciências artificiais, enquanto visitantes, como Yorkie e Kelly, podem testar o período experimental do sistema uma vez por semana. Na vida real, Kelly, que é idosa, visita Yorkie, que está em coma em um hospital, e descobre que ela ficou paralítica há 40 anos, depois de jogar seu carro para fora da estrada em desespero, quando seus pais a rejeitaram por sair do armário. Kelly se casa com Yorkie e autoriza seu desejo de ter uma morte indolor e ser transferida para San Junipero. Quando sua saúde piora, Kelly escolhe fazer o mesmo, superando seus pensamentos de que seu marido e filha mortos não foram carregados no sistema. Kelly e Yorkie se reencontram em San Junipero e ficam juntas para sempre. Elenco: Gugu Mbatha-Raw e Mackenzie Davis. |              |                                                   |                  |                                                                            |                       |
| 12 | 5            | "Men Against Fire" "(Engenharia Reversa)" (BR)    | Jakob Verbruggen | Charlie Brooker                                                            | 21 de outubro de 2016 |
| Soldados estão exterminando seres humanos mutantes chamados de "baratas" em um país estrangeiro, usando um implante neural chamado MASS, que aprimora seus sentidos e fornece dados instantâneos através de realidade aumentada. Quando o soldado Stripe encontra várias baratas agressivas, uma delas usa um dispositivo misterioso que perturba a interface de seu MASS. No dia seguinte, Stripe começa a ver baratas como seres humanos e tenta salvar uma mulher assustada de sua colega soldada, Hunter. A mulher lhe diz que o MASS encobre o fato de que baratas são seres humanos comuns, odiados por civis todos os dias devido a propaganda e preconceito. Hunter derruba Stripe, fazendo-o desmaiar, e o leva de volta à base militar, onde ele é encarcerado. Um homem chamado Arquette lhe revela que o verdadeiro propósito dos implantes MASS é desumanizar o inimigo, permitindo que os soldados os matem de forma mais eficiente, como parte de um programa de eugenia. Arquette ameaça prender Stripe, reproduzindo imagens dele matando humanos comuns durante seu serviço ininterruptamente, a menos que ele permita que seu sistema MASS seja reiniciado. No futuro, Stripe volta para casa e vê uma bela mulher esperando por ele, mas é revelado que isso é uma imaginação criada pelo implante MASS. Elenco: Malachi Kirby, Madeline Brewer, Ariane Labed, Sarah Snook e Michael Kelly.                                                                                                  |              |                                                   |                  |                                                                            |                       |
| 13 | 6            | "Hated in the Nation" "(Odiados pela Nação)" (BR) | James Hawes      | Charlie Brooker                                                            | 21 de outubro de 2016 |
| Para contrariar uma queda na população de abelhas no Reino Unido, a empresa Granular desenvolveu abelhas robôs, conhecidas como "ADIs". As detetives Karin Parke e Blue Coulson, junto com a ajuda do agente da NCA, Shaun Li, descobrem que ADIs hackeadas causaram a morte de duas pessoas ao entrarem dentro de suas cabeças, causando uma dor insuportável. Coulson descobre que as duas vítimas foram alvo da hashtag "#MortePara" nas redes sociais, como parte do "Jogo de Consequências", onde a pessoa que lidera os índices da hashtag é morta a cada dia. Depois que uma terceira pessoa é morta, o uso da hashtag começa a crescer rapidamente. A análise das ADIs comprometidas prova que o hacker é o ex-funcionário da Granular, Garrett Scholes. A polícia ataca sua localização, produzindo uma unidade de disco que contém uma lista de todas as pessoas que usaram a hashtag. Parke conclui que essas pessoas são os verdadeiros alvos de Scholes. O agente Li desativa o sistema para tirar vantagem do hacker, mas quando ele fica online novamente, enxames de ADIs tomam um total de 387.036 pessoas como alvo, resultando em um tremendo massacre. Algum tempo depois, Parke é convocada para uma audiência, onde fala sobre seu envolvimento no caso. Coulson, que presume-se ter cometido suicídio, encontra Scholes em um país estrangeiro e manda uma mensagem para Parke, dizendo "Peguei ele". Elenco: Kelly Macdonald, Faye Marsay e Benedict Wong.                               |              |                                                   |                  |                                                                            |                       |

### 4ª temporada (2017)
| N.º na série | N.º na temp. | Título                                 | Dirigido por   | Escrito por                       | Lançamento             |
| --- | ------------ | -------------------------------------- | -------------- | --------------------------------- | ---------------------- |
| 14 | 1            | "USS Callister" "(USS Callister)" (BR) | Toby Haynes    | Charlie Brooker & William Bridges | 29 de dezembro de 2017 |
| Robert Daly, um programador recluso mas talentoso e cofundador de um popular jogo online multiplayer, está amargurado pela falta de reconhecimento pelo seu trabalho. Ele criou uma simulação parecida com a de Star Trek em um servidor privado, usando o DNA de seus colegas de trabalho para criar clones digitais sencientes deles, servindo a si mesmo seu agressivo capitão da nave espacial USS Callister. Quando a clone digital da nova contratada Nanette Cole é trazida ao jogo, a clone de Cole encoraja as outras cópias a se revoltarem contra Daly. Depois de obter um dispositivo de simulação que permite que eles se comuniquem fora do servidor privado, a clone de Cole chantageia a verdadeira Cole para distrair Daly o tempo suficiente para os clones digitais tomarem Callister e escaparem do servidor privado, enquanto Daly, preso dentro da simulação no início de um patch de jogo, acaba imóvel no mundo real. Elenco: Jesse Plemons, Cristin Milioti, Jimmi Simpson, Michaela Coel e Billy Magnussen. |              |                                        |                |                                   |                        |
| 15 | 2            | "Arkangel" "(Arkangel)" (BR)           | Jodie Foster   | Charlie Brooker                   | 29 de dezembro de 2017 |
| Marie perde o rasto de sua filha de três anos, Sara, e decide implantá-la com o sistema Arkangel, permitindo que Marie use um tablet para rastreá-la, monitorar sua saúde e estado emocional e censurar coisas que ela não quer que Sara veja, como sangue. Enquanto Sara cresce, Marie reconhece que o Arkangel está impedindo o crescimento de Sara, mas o dispositivo de rastreamento não pode ser removido; em vez disso, Marie desativa o tablet. Enquanto Sara se torna uma adolescente rebelde, Marie se torna desconfiada dela e reativa o Arkangel, descobrindo que ela está usando drogas com um namorado que Marie não aprova. Quando Sara foge para passar a noite com o namorado contra as ordens de Marie, o Arkangel avisa Marie, que secretamente dá a Sara pílulas anticoncepcionais de emergência, fazendo com que ela vomite na escola. Sara volta para casa e descobre que Marie reativou o Arkangel; Sara espanca Marie com o tablet, ficando inconsciente de quanto dano ela causou devido ao filtro de censura, e foge, com Marie chamando-a em vão. Elenco: Rosemarie DeWitt, Brenna Harding e Owen Teague. |              |                                        |                |                                   |                        |
| 16 | 3            | "Crocodile" "(Crocodilo)" (BR)         | John Hillcoat  | Charlie Brooker                   | 29 de dezembro de 2017 |
| Mia e seu namorado Rob acabam atropelando ciclista, matando-o; Rob os manda descartar o corpo e ficarem quietos sobre assunto. Quinze anos depois, Mia é casada, tem um filho e uma carreira de sucesso. Enquanto viaja, Rob visita Mia e sugere que eles digam a verdade sobre o ciclista, mas Mia, temendo que isso arruinaria sua carreira, mata Rob e esconde seu corpo. Enquanto isso, Shazia, uma investigadora de seguros, está seguindo um rastro de contas sobre um acidente não relacionado, usando um dispositivo que pode visualizar memórias de testemunhas oculares. Shazia vê uma lembrança que tem Mia como testemunha ocular do acidente e aborda Mia sobre sua ajuda na investigação. Mia é incapaz de evitar ajudar, e Shazia vê o assassinato de Rob em suas memórias. Embora Shazia prometa não dizer nada nem mesmo a seu marido, Mia a mata e depois viaja para sua casa para matar seu marido e seu bebê, impedindo qualquer pessoa de usar um dispositivo semelhante para identificar sua presença. A polícia que investigou as mortes descobriu que a criança era cega e que não teria visto o culpado, mas usou o dispositivo de memória no animal de estimação e aproximou-se de Mia enquanto observava a peça de escola do filho. Elenco: Andrea Riseborough, Kiran Sonia Sawar, Andrew Gower, Anthony Welsh e Claire Rushbrook. |              |                                        |                |                                   |                        |
| 17 | 4            | "Hang the DJ" "(Hang the DJ)" (BR)     | Tim Van Patten | Charlie Brooker                   | 29 de dezembro de 2017 |
| Frank e Amy são dois dos vários que participam do Sistema, onde são instruídos por um dispositivo pessoal chamado Coach para conhecer outras pessoas e passar um tempo predeterminado com eles. Frank e Amy são pareados por um curto período, mas ambos se sentem atraídos um pelo outro. Depois de várias outras tentativas, os dois são revigorados pelo Coach, mas Amy insiste que eles não olhem para o tempo prescrito pelo aparelho. Eles passam muito tempo juntos, mas Frank é levado a olhar para o tempo dado pelo Coach, e acha que inicialmente com duração de vários anos, sua ação causou o tempo para reduzir consideravelmente. Ambos são rematados em breve, com Amy atribuída a um novo parceiro que será seu par permanente. Amy pede ao Coach que veja Frank uma última vez, durante a qual ela incentiva a quebrar o sistema, fugindo da área e escalando um muro alto. No topo, eles descobrem que são um par de quase mil Franks e Amys que escaparam do sistema. Tudo isso é revelado como sendo o funcionamento interno de um aplicativo de namoro sendo usado pelos reais Frank e Amy, testando sua compatibilidade simulando seu comportamento em mais de mil tentativas. Elenco: Georgina Campbell e Joe Cole. |              |                                        |                |                                   |                        |
| 18 | 5            | "Metalhead" "(Metalhead)" (BR)         | David Slade    | Charlie Brooker                   | 29 de dezembro de 2017 |
| Cães-guardas robóticos se voltaram contra os humanos, deixando os poucos sobreviventes humanos se defenderem sozinhos. Ao tentar recuperar suprimentos de um armazém, os companheiros de Bella são mortos pelos robôs, mas ela consegue fugir e escapar de seus dispositivos de rastreamento. Depois de iludir um único robô, exaurindo-o de seu poder, Bella faz seu caminho para uma casa segura, encontrando uma espingarda e outras armas. No entanto, o robô, após recarregar, encontra seu rastro. Bella consegue cegar o robô e depois destruí-lo com a espingarda, mas não antes de o robô disparar mais dispositivos de rastreamento, vários dos quais se encaixam em sua pele. Bella considera puxá-los para fora, mas reconhece que é fútil enquanto mais robôs se aproximam da casa, e ela comande sua base para que eles saibam o que aconteceu. É revelado que a equipe de Bella estava tentando recuperar ursos de pelúcia para os sobreviventes. Elenco: Maxine Peake. |              |                                        |                |                                   |                        |
| 19 | 6            | "Black Museum" "(Museu Negro)" (BR)    | Colm McCarthy  | Charlie Brooker                   | 29 de dezembro de 2017 |
| Nish dá uma parada para recarregar o carro e entra no "Museu Negro" ao lado, de propriedade e administrado por Rolo Haynes. Rolo mostra seus vários artefatos, todos relacionados à tecnologia ilícita em que ele esteve envolvido. Ele descreve várias histórias ligadas a eles. Um deles envolve o Dr. Peter Dawson, um médico que desenvolveu um dispositivo que permitiu que ele sentisse a dor de seus pacientes para ajudar no diagnóstico, mas logo encontrou dor dando lugar ao prazer vicioso, e acabou matando um homem para experimentar a sensação. Outro caso envolve Carrie, uma mulher comatosa cuja consciência foi transferida para seu marido Jack, mas quando Jack começou a sair com outra mulher, ele transferiu vigorosamente Carrie para um macaco de pelúcia para seu filho Parker, que logo descartou o brinquedo enquanto ele crescia; Carrie ainda está viva dentro do luxuoso no museu. Rolo mostra à Nish a atração principal do museu, uma representação holográfica da consciência do assassino condenado Clayton Leigh que Rolo comprou pouco antes de sua eletrocussão, permitindo que os visitantes o eletrocutassem repetidamente. Nish revela que sua visita não foi acidental, já que ela é filha de Clayton. Depois de envenenar Rolo, Nish transfere a consciência de Rolo para a cabeça de Clayton, muito parecido com Carrie foi transferido para a cabeça de Jack, forçando-o a viver a última eletrocução que sobrecarrega as sinapses de Clayton e limpa as cópias digitais de ambos. A agonia de Rolo é capturada em um porta-chaves de lembrança que Nish leva junto com a boneca com a consciência de Carrie e desvia a eletricidade do museu, iniciando um incêndio. Nish vai embora com sua mãe, sua consciência vivendo dentro de Nish, diz a ela que Clayton ficaria orgulhoso dela. Elenco: Douglas Hodge e Letitia Wright. |              |                                        |                |                                   |                        |

### Filme interativo (2018)
| Título | Dirigido por | Escrito por     | Lançamento             |
| --- | ------------ | --------------- | ---------------------- |
| "Bandersnatch" "(Bandersnatch)" (BR) | David Slade  | Charlie Brooker | 28 de dezembro de 2018 |
| O jovem programador Stefan Butler começa a criar um videojogo de aventura chamado Bandersnatch, baseado em um livro de mesmo nome, com o tema "escolha sua própria aventura". Lança o jogo com Mohan Thakur da empresa de videogames Tuckersoft. Enquanto Stefan trabalha no jogo em casa por conta própria, começa a sentir que está sendo controlado, assim começando a enlouquecer da mesma forma que o autor do livro, Jerome F. Davies. O telespectador escolhe suas ações, o que pode levá-lo a discutir a morte de sua mãe com sua terapeuta, usar alucinógenos com o criador de jogos Colin Ritman, matar seu pai Peter, matar Thakur e ter sonhos vívidos, entre outras coisas. Elenco: Fionn Whitehead, Will Poulter, Craig Parkinson, Alice Lowe e Asim Chaudhry. |              |                 |                        |

### 5ª temporada (2019)
| N.º na série | N.º na temp. | Título                                                           | Dirigido por  | Escrito por     | Lançamento         |
| --- | ------------ | ---------------------------------------------------------------- | ------------- | --------------- | ------------------ |
| 20 | 1            | "Striking Vipers" "(Striking Vipers)" (BR)                       | Owen Harris   | Charlie Brooker | 5 de junho de 2019 |
| Danny mora com a esposa Theo e o filho Tyler. Seu amigo Karl o apresenta a um jogo de luta de realidade virtual chamado Striking Vipers X, no qual ele pode sentir as sensações físicas de seu personagem. Danny Joga com o Lance enquanto Karl com a Roxette e depois da primeira briga começam a se beijar. Eles fazem sexo regularmente no jogo até que Theo confronta Danny sobre sua relação deteriorando-se. Danny bloqueia o jogo. Vários meses depois, Theo convida Karl para jantar como surpresa para o aniversário de Danny, e Karl diz a Danny que ele tem sido incapaz de recriar a sensação ao fazer sexo com ele. O casal faz sexo no jogo novamente e, em seguida, beijar na vida real, um alegando que ele não sentiu nada enquanto o outro parecia inseguro. Eles começam a discutir e lutar e um policial passando que os prenda a eles. Mais tarde, é aniversário de Danny novamente e ele tem permissão para fazer sexo com Karl em Vipers Striking X em troca de Theo ir a um bar e conhecer homens. Elenco: Anthony Mackie, Yahya Abdul-Mateen II, Nicole Beharie, Pom Klementieff e Ludi Lin. |              |                                                                  |               |                 |                    |
| 21 | 2            | "Smithereens" "(Smithereens)" (BR)                               | James Hawes   | Charlie Brooker | 5 de junho de 2019 |
| Chris trabalha como motorista de táxi para o aplicativo Hitcher. Ele vai a uma sessão de terapia de grupo onde uma mãe fala sobre o suicídio de sua filha há 18 meses. Ele faz sexo com ela e depois ela faz sua tentativa diária de acessar a conta de Persona de sua filha antes que ela bloqueia. No dia seguinte, Chris pega Jaden, um funcionário da empresa de mídia social Smithereen, e o sequestra e mantém como refém sob a mira de uma arma. A polícia nota atividade suspeita e persegue o carro até que Chris desvia para evitar dois adolescentes de bicicleta e vem descansar no meio de um campo. Quanto mais policiais chegarem, Chris faz Jaden contatar as pessoas em Smithreen e exige falar com o CEO da empresa, Billy Bauer. Funcionários da polícia e da Smithereen investigam Chris, descobrindo que sua noiva morreu em um acidente de carro alguns anos antes. Ao mentir para Jaden sobre a arma dele ser falsa, o Chris descobre que a polícia está a ouvi-lo no carro através de seu celular. Ele exige falar com o Billy Bauer nos próximos cinco minutos, ameaçando matar a Jaden de outra forma. Apesar de seus funcionários aconselhando contra isso, Billy aceita a chamada. Chris conta que sua noiva morreu em um acidente de carro quando ele estava dirigindo e olhou para o telefone, embora o outro motorista (que também morreu) foi culpado por estar bêbado na época. Pede ao Billy para contactar o CEO da Persona e dar à mãe a senha da filha dela. Ele então tenta tirar a própria vida, mas Jaden tenta agarrar a arma dele. Um atirador de elite atira enquanto o par luta sobre a arma. Elenco: Andrew Scott, Damson Idris, Amanda Drew e Topher Grace. |              |                                                                  |               |                 |                    |
| 22 | 3            | "Rachel, Jack and Ashley Too" "(Rachel, Jack e Ashley Too)" (BR) | Anne Sewitsky | Charlie Brooker | 5 de junho de 2019 |
| A Rachel e o Jack são irmãs que vivem com o pai depois da morte da mãe. Para o seu aniversário, Rachel recebe uma boneca de IA chamada Ashley Too, projetado após o popstar Ashley O. Ela dança para uma canção de Ashley O na competição de talentos da escola, mas a rotina termina mal. Entretanto, a Ashley O recusa-se a tomar os comprimidos que lhe foram dados pela Catherine, o seu agente e a sua tia, e planeia usar a actividade ilegal como forma de se livrar do seu contrato. Catherine percebe isso e coloca os comprimidos em pó em sua comida, para colocá-la em coma. Quando Ashley Too vê que Ashley O está em coma em um noticiário, ela falha. Jack consegue remover parte do software dela e a boneca ganha vida, alegando ser uma cópia digital de Ashley O que anteriormente tinha um limitador em sua função cerebral. Ashley também convence Jack e Rachel para ir a sua casa para encontrar provas contra Catherine, e Jack dirige perigosamente para sua casa. Fingem ser apanhadores de ratos para o guarda-costas os deixar entrar e a Rachel e a Ashley Too encontram a Ashley em coma com amarras físicas no quarto. Ashley Too desliga um fio ligado a Ashley O e ela começa a recuperar a consciência. Um empregado de Catherine é alertado a este e vem sedá-la; Rachel e Jack controlam usar seu sedativo de encontro a ele. Com Ashley O e Ashley Too, eles invadem um local onde Catherine está fazendo um discurso anunciando um novo holográfico Ashley O que irá executar em turnê. Mais tarde, Jack e Ashley O são vistos tocando música alternativa juntos. Elenco: Miley Cyrus, Angourie Rice, Madison Davenport e Susan Pourfar.                            |              |                                                                  |               |                 |                    |

### 6ª temporada (2023)
| N.º na série | N.º na temp. | Título                                    | Dirigido por   | Escrito por                    | Lançamento          |
| --- | ------------ | ----------------------------------------- | -------------- | ------------------------------ | ------------------- |
| 23 | 1            | "Joan Is Awful" "(A Joan é Péssima)" (BR) | Ally Pankiw    | Charlie Brooker                | 15 de junho de 2023 |
| Joan, CEO de uma empresa de tecnologia, descobre que os eventos da vida dela estão sendo recontador em quase tempo real pelo app de streaming Streamberry, o qual produziu uma série intitulada A Joan é Péssima estrelando Salma Hayek. Joan descobre por sua advogada que ela tecnicamente consentiu o uso de seus dados pessoais pelo Streamberry ao aceitar os termos e condições e que a companhia está usando um computador quântico para produzir a série toda em computação gráfica baseado em dados coletados de seus dispositivos pessoais. Culpando Hayek, Joan rebelmente decide defecar em uma igreja; Hayek a visita depois do acontecimento ser retratado na série e revela que ela inadvertidamente assinou os direitos de sua própria imagem com a Streamberry. A dupla decide invadir a sede da Streamberry para destruir o computador, apenas para descobrir que elas mesmas estão em uma realidade simulada, com "Joan" sendo retratada pela atriz Annie Murphy. Mesmo assim, Joan destrói o computador, revertendo a realidade para sua base, onde a verdadeira Joan é agora uma jovem dona de uma cafeteria que, junto com Murphy, foi colocada em prisão domiciliar por invadir a sede da Streamberry. Elenco: Annie Murphy, Salma Hayek, Michael Cera, Himesh Patel, Avi Nash, Wunmi Mosaku, Lolly Adefope, Rob Delaney, Ben Barnes, Jared Goldstein, Jaboukie Young-White, Ayo Edebiri e Camirin Farmer. |              |                                           |                |                                |                     |
| 24 | 2            | "Loch Henry" "(Loch Henry)" (BR)          | Sam Miller     | Charlie Brooker                | 15 de junho de 2023 |
| O casal Davis e Pia, estudantes de cinema, visitam a mãe de Davis, Janet, na cidade rural de Loch Henry, onde eles investigam Iain Adair, um notório serial killer que torturava turistas. Pia propõe fazer um documentário sobre crimes reais sobre Adair, ao invés do projeto inicial sobre natureza, visando atrair turistas para a cidade. Durante a gravação, eles descobrem que as fitas antigas de VHS da série de TV Bergerac guardadas por Janet eram vídeos escondidos dos crimes de Adair, revelando que Adair era na verdade um cúmplice dos pais de Davis. Pia descobre evidências do envolvimento de Janet e tenta fugir, mas sofre uma queda fatal enquanto atravessava um rio. Janet, temendo exposição, deixa as fitas VHS para Davis com uma nota e comete suicídio. Anos depois, o documentário é lançado na Streamberry, ganhando um BAFTA. O acontecimento encanta a cidade, mas traumatiza Davis que, após a cerimônia, sozinho em quarto de hotel, relê a nota de suicídio de sua mãe: "Para seu filme. Mãe". Elenco: Samuel Blenkin, Myha'la Herrold, Daniel Portman, John Hannah e Monica Dolan. |              |                                           |                |                                |                     |
| 25 | 3            | "Beyond the Sea" "(Beyond the Sea)" (BR)  | John Crowley   | Charlie Brooker                | 15 de junho de 2023 |
| Em um 1969 alternativo, os astronautas Cliff e David embarcaram em uma missão de 6 anos no espaço profundo, durante a qual eles utilizam réplicas mecânicas de seus corpos na Terra para passar tempo com suas esposas e filhos. David fica preso a bordo da espaçonave quando sua réplica, junto com sua esposa e filhos, são assassinados por um culto, e ele se torna reclusivo e catatônico. Cliff e sua esposa Lana decidem deixar David voltar à Terra com a réplica de Cliff. David acha a experiência terapêutica, mas rapidamente se atraia por Lana, que rejeita suas investidas e quer que suas visitas parem após ele bater em seu filho por estragar a pintura da casa de Cliff. Cliff descobre desenhos de Lana nua feitos por David. Os dois negam que estão tendo um caso, mas David afirma que Cliff não aprecia sua família o suficiente. Cliff diz para David que Lana tem nojo dele e impede que ele use sua réplica. David envia Cliff para um reparo de emergência e usa sua chapa de identificação para voltar para a Terra e assassinar a família de Cliff, que descobre o terrível fato. Horrorizado, Clif retorna para a nave, onde David está esperando por ele e oferece uma cadeira. Elenco: Aaron Paul, Josh Hartnett e Kate Mara. |              |                                           |                |                                |                     |
| 26 | 4            | "Mazey Day" "(Mazey Day)" (BR)            | Uta Briesewitz | Charlie Brooker                | 15 de junho de 2023 |
| Em meados dos anos 2000, a paparazza amoral Bo leva um ator de televisão ao suicídio após vender fotos da estrela e seu amante secreto para uma revista. Sentindo-se culpada pelo escândalo, ela decide deixar de vender fotos. Semanas depois, enquanto é mal remunerada em seu trabalho novo, Bo recebe uma oferta de 30 mil dólares se conseguir fotos da atriz Mazey Day, que desapareceu após um atropelamento e fuga na República Tcheca. Junta de outros três paparazzi, Bo descobre que a atriz está em uma clínica de reabilitação afastada, onde o grupo invade o quarto de Day e começa a tirar fotos invasivas delas enquanto ela se transforma em um lobisomem. Day ataca dois deles enquanto persegue o resto até uma lanchonete local. Apenas Bo sobrevive ao balear o lobisomem, fazendo Day voltar a sua forma humana e implorar para a fotógrafa matar ela, mas a fotógrafa lhe entrega o revólver, encorajando a atriz a fazer isso ela mesma. Enquanto Day aponta a arma para sua cabeça, Bo se prepara para fotografar o suícidio. Elenco: Zazie Beetz, Clara Rugaard e Danny Ramirez. |              |                                           |                |                                |                     |
| 27 | 5            | "Demon 79" "(Demônio 79)" (BR)            | Toby Haynes    | Charlie Brooker & Bisha K. Ali | 15 de junho de 2023 |
| Ambientado em 1979 e referido nos créditos iniciais como um episódio "Red Mirror". Nida é uma assistente de vendas de uma loja de departamento e enfrenta discriminação e racismo por suas colegas de trabalho e chefe. Entretanto, ela encontra um talismã que libera um demônio em treinamento chamado Gaap. Gaap, vestido como um membro da banda Boney M, diz para Nida matar três pessoas nos próximos dias para prevenir a ameaça do apocalipse nuclear. Ela é coagida a matar um homem quando Gaap revela que ele abusa sexualmente de sua própria filha. Nida continua na matança, indo atrás de um homem condenado por matar sua esposa, porém também mata seu irmão para evitar testemunhas. Entretanto, ela não cumpre a profecia e volta seus olhos para Michael Smart, um político de extrema-direita do Partido Conservador. Ela o tira da estrada, mas é presa pela polícia antes que pudesse matá-lo. Enquanto está sozinha na sala de interrogatório, Gaap convence ela a se juntar a ele em seu banimento por ter sido ineficaz em sua missão, o qual ela aceita enquanto mísseis nucleares aterrissam e detonam em Londres. Elenco: Anjana Vasan e Paapa Essiedu. |              |                                           |                |                                |                     |

### 7ª temporada (2025)
| N.º na série | N.º na temp. | Título                                                           | Dirigido por                | Escrito por                    | Lançamento          |
| --- | ------------ | ---------------------------------------------------------------- | --------------------------- | ------------------------------ | ------------------- |
| 28 | 1            | "Common People" "(Pessoas Comuns)" (BR)                          | Ally Pankiw                 | Charlie Brooker Bisha K. Ali   | 10 de abril de 2025 |
| A professora Amanda e o soldador Mike são um casal feliz querendo um filho. Quando ela é internada com um tumor cerebral, Mike aceita uma oferta da start-up Rivermind: o cérebro será restaurado através de uma assinatura, com o tumor retirado para trocar por um receptor que consegue as funções cerebrais perdidas através de transmissões vindas dos servidores da Rivermind. Quando ela começa a falar mensagens comerciais sem perceber, fazendo-a perder o emprego, a Rivermind revela que a assinatura básica é sustentada a partir de propagandas, que somem num plano superior "Plus". Para financiar a nova assinatura, Mike entra para o website Dum Dummies, onde pessoas fazem transmissões se humilhando e machucando para ganhar dinheiro. O casal chega a experimentar o "Lux", uma versão de luxo do Rivermind que aumenta as sensações do assinante. Quando um colega de trabalho expõe Mike sobre seu conteúdo no Dum Dummies, acaba começando uma briga e ficando gravemente ferido, levando Mike a ser demitido. Em visita à Rivermind para discutir sobre a assinatura, descobrem que uma taxa extra seria cobrada se Amanda ficasse grávida. Um ano depois, com Mike tendo vendido a maior parte dos dentes e um berço sem uso para manter a assinatura, segue um pedido de Amanda e a sufoca com um travesseiro enquanto ela está perdida em um comercial. Mike então entra na sala onde faz suas transmissões carregando um estilete. Elenco: Rashida Jones, Chris O'Dowd, Tracee Ellis Ross |              |                                                                  |                             |                                |                     |
| 30 | 2            | "Bête Noire" "(Bête Noire)" (BR)                                 | Toby Haynes                 | Charlie Brooker                | 10 de abril de 2025 |
| Maria desenvolve sabores em uma empresa de chocolate e reencontra Verity, uma antiga colega de colégio, quando esta surge no grupo de testes. Maria começa a perceber pequenas diferenças em sua vida e erros no seu trabalho, eventualmente culpando Verity, que ela lembra ser uma pessoa anti-social que acabou vítima de um boato no qual teria realizado favores sexuais em um professor. Maria continua vendo a realidade mudar, e quando confronta Verity, mesmo as imagens da câmera de segurança mostram a versão de Verity. Maria ataca Verity, é demitida e decide seguí-la até sua casa. Lá Verity revela que desenvolveu um computador quântico capaz de alterar a realidade com saltos entre universos paralelos, que ela usou para ser imperatriz do universo para em seguida constatar que seus traumas não iam embora, resolvendo se vingar de Maria por ter iniciado o boato. Verity faz policiais armados aparecerem para prender Maria, e Maria pega a arma de um para matar Verity. Tomando controle do pingente que dá ordens ao computador, Maria primeiro faz os policiais não a a ameaçarem, e eventualmente se transforma na imperatriz do universo. Elenco: Siena Kelly, Rosy McEwen, Ben Bailey Smith. |              |                                                                  |                             |                                |                     |
| 30 | 3            | "Hotel Reverie" "(Hotel Reverie)" (BR)                           | Haolu Wang                  | Charlie Brooker                | 10 de abril de 2025 |
| A estrela de cinema Brandy Friday é chamada pela empresa ReDream para participar da refilmagem de um filme romântico clássico, Hotel Reverie. Computadores criam um mundo digital baseado no filme onde a consciência de Brandy é inserida, com ela tendo que fazer o papel do protagonista original enquanto contracena com os personagens que são inteligências artificiais. A história sofre desvios quando Brandy é incapaz de reproduzir uma cena, e um defeito nas máquinas da ReDream paralisa o mundo virtual fora Brandy e a protagonista feminina interpretada por Dorothy Chambers. As duas já estavam se apaixonando e passando longos dias românticos juntos se aproximam ainda mais, com Dorothy ganhando auto-consciência e descobrindo que a atriz morreu de uma overdose causada pela depressão de não poder ter um romance lésbico. Quando as máquinas voltam a funcionar, o filme volta para o ponto do defeito inicial, reiniciando Dorothy e magoando Brandy. Após o filme acabar, com Dorothy se sacrificando para salvar Brandy, a atriz é retirada da máquina. Meses depois, a ReDream manda para Brandy a simulação de Dorothy e um telefone para que as duas possam continuar se comunicando. Elenco: Issa Rae, Awkwafina, Emma Corrin, Harriet Walter, Enzo Cilenti. |              |                                                                  |                             |                                |                     |
| 25 | 4            | "Plaything" "(Brinquedo)" (BR)                                   | David Slade                 | Charlie Brooker                | 10 de abril de 2025 |
| Cameron Walker, um crítico da revista PC Zone, é preso por roubo e suspeita de assassinato. Na delegacia ele conta sua história, começando por nos anos 90 ir para a Tuckersoft ver o último jogo do excêntrico Colin Ritman, Thronglets, um simulador de vida que Ritman diz ter criaturas que são basicamente animais digitais. Cameron leva uma cópia para casa e fica obcecado com o jogo, e após usar LSD passa a aparentemente entender a língua das criaturas e tentar se comunicar. Quando o traficante que trouxe o ácido, Lump, entra no jogo, maltrata os Thronglets e até "mata" alguns, um Cameron furioso o mata e esconde o corpo. Cameron passa as décadas seguintes dedicado a aperfeiçoar a existência dos Thronglets, incorporando mais processadores e placas ao computador rodando o jogo e chegando a instalar um conector em seu cérebro para que eles vivessem dentro dele. Durante o interrogatório Cameron recebe papel e caneta para supostamente identificar Lump, mas desenha um código que após ser visto por uma câmera de segurança permite ao computador dos Thronglets acessar todo o sistema de servidores do governo. Eles sequestram as máquinas e transmitem um sinal que reprogramaria o cérebro humano para cessar a necessidade de conflito. Enquanto pessoas ao seu redor desmaiam, Cameron sorri concluindo que revolucionou a vida humana. Elenco: Peter Capaldi, Lewis Gribben, James Nelson-Joyce, Michele Austin, Asim Chaudhry, Will Poulter. |              |                                                                  |                             |                                |                     |
| 26 | 5            | "Eulogy" "(Eulogy)" (BR)                                         | Chris Barrett & Luke Taylor | Charlie Brooker & Ella Road    | 15 de junho de 2023 |
| Philip descobre sobre a morte de sua ex-namorada Carol, que ele não via a décadas, quando a empresa Eulogy manda um pacote para Philip dar contribuições para o memorial que a família quer fazer para Carol, onde uma Guia faz recriação digital das memórias a partir das fotos que Philip observar. Eventualmente relutante, Philip revela que após o término saiu rabiscando ou cortando o rosto de Carol de suas fotos para nem querer lembrar dela. As fotos o fazem recordar o relacionamento complicado e com momentos de infidelidade de ambos os lados, culminando na separação definitiva com uma tentativa frustrada dele fazer um pedido de casamento em Londres. A Guia revela ser a filha de Carol que ela concebeu por vingança em um caso, já estando grávida no incidente em Londres. Philip descobre uma câmera descartável da viagem, e a foto revelada mostra um quarto destruído e uma carta que Philip nunca tinha lido, que ele acha e mostra que na visita Carol pretendia se reconectar com ele. Cheio de tristeza e arrependimentos, Philip se lembra do rosto de Carol e vai ao funeral, onde vê a filha tocar violoncelo. Elenco: Paul Giamatti, Patsy Ferran. |              |                                                                  |                             |                                |                     |
| 27 | 6            | "USS Callister: Into Infinity" "(USS Callister – Infinity)" (BR) | Toby Haynes                 | Charlie Brooker & Bisha K. Ali | 10 de abril de 2025 |
| Os clones digitais da USS Callister vivem no jogo multijogador massivo online de realidade virtual Infinity, atuando como piratas espaciais roubando outros jogadores para sobreviverem no mundo cheio de microtransações. Já tendo perdido uma tripulante e temendo por suas vidas, planejam hackear os servidores para criar um espaço próprio onde ficariam seguros. Para isso precisam de Walt, o clone do presidente da empresa James Walton. No mundo real, Walton fica desconfortável com um repórter perguntar sobre jogadores clandestinos (a tripulação da Callister), a morte do criador do jogo, Robert Daly, e clones ilegais, e isso alerta a programadora Nanette Cole, cuja clone Nan é a atual capitã da Callister. Nannete oferece ajudar Walton a encontrar os clandestinos, e ambos entram no jogo enquanto Nan descobre Walt. Originais e clones vão para a Callister, e lá Walton mata um dos clones com o propósito de encobrir os ilegais, antes de ser ejetado do jogo por Nanette. Ambos entram em uma briga sobre as ações de Walton do lado de fora da empresa até Nanette ser atropelada. Enquanto a Callister chega no centro do universo de Infinity, onde Nan descobre que o jogo é controlado por um clone ilegal de Daly que vai criando todo o novo conteúdo que surge, Walton volta ao jogo e chama todos os jogadores que já foram roubados pela Callister para atacar a nave. No centro do jogo, Daly descobre que Nanette está em coma, e dá a opção de ou Nan ir para o cérebro praticamente inativo da original ou criar uma cópia da nave colada para um servidor seguro. Temendo que receberia uma cópia que viraria escrava de Daly, Nan insiste que ele pode "recortar e colar", ele se irrita e a ataca, com Nan matando o clone. Isso desencadeia uma kill switch que começa a destruir o jogo. Antes que tudo seja apagado, Nan consegue ativar o "recortar e colar". Quando ela desperta no corpo de Nanette, descobre que a Callister também foi mandada para dentro do cérebro. Walton é preso e Nan e a equipe experimentam o mundo real. Elenco: Cristin Milioti, Jimmi Simpson,Jesse Plemons, Billy Magnussen, Milanka Brooks, Osy Ikhile, Paul G. Raymond. |              |                                                                  |                             |                                |                     |